# Young as the Morning, Old as the Sea
Young As The Morning, Old As The Sea è l'ottavo album in studio del cantante britannico Passenger, pubblicato il 23 settembre 2016 dalla casa discografica Warner Music Australia. L'album contiene 10 tracce, ma ne esiste anche una versione Deluxe che comprende un secondo disco contenente 6 tracce tutte acustiche.
Il singolo omonimo, tratto da questo album, è stato utilizzato come musica di sottofondo per le ultime scene del film di produzione tedesca Windstorm 3 - Ritorno alle origini, nonché come accompagnamento ai titoli di coda.

## Tracce
1. Everything – 3:34
2. If You Go – 3:44
3. When we were young – 4:40
4. Anywhere – 3:36
5. Somebody's love – 5:23
6. Young As The Morning Old As The Sea – 3:26
7. Beautiful Birds (feat. Birdy) – 3:33
8. The Long Road – 3:52
9. Fool's Gold – 4:15
10. Home – 5:48

## CD2 della Deluxe Edition
1. Young as the Morning Old as the Sea (acoustic) – 2:36
2. Fool's Gold (acoustic) – 3:23
3. Beautiful Birds (acoustic) – 2:53
4. Everything (acoustic) – 3:18
5. The Long Road (acoustic) – 3:08
6. When We Were Young (acoustic) – 3:37